# Saint-Tugdual
Saint-Tugdual (tiếng Breton: Sant-Tudal) là một xã ở tỉnh Morbihan trong vùng Bretagne tây bắc Pháp. Xã này có diện tích 19,97 km², dân số năm 1999 là 398 người. Khu vực này có độ cao từ 140-276 mét trên mực nước biển.
Cư dân của Saint-Tugdual danh xưng trong tiếng Pháp là Tugdualais.